# Vagn Schmidt
Pour les articles homonymes, voir Schmidt.
Arthur Vagn Schmidt, né le 15 janvier 1935 à Copenhague, est un kayakiste danois.

## Biographie
Vagn Schmidt participe aux Jeux olympiques d'été de 1960 à Rome, terminant cinquième de la finale de kayak à deux sur 1 000 m.
Il est également médaillé de bronze en kayak monoplace sur 10 000 m aux Championnats du monde de course en ligne de canoë-kayak de 1958 à Prague.